# 等等啊我的青春
《等等啊我的青春》（英語：Wait, My Youth），2019年中国偶像剧。由厉嘉琪、赵弈钦、李歌洋、许梦圆、董岩磊、吴骦伊领衔主演，优酷视频于2019年3月19日首播。

## 播出时间
| 频道     | 所在地   | 播映日期      | 播出时间 | 备注 |
| -------- | -------- | ------------- | -------- | ---- |
| 优酷视频 | 中国大陆 | 2019年3月19日 |          |      |

## 演员列表

### 主要演员
| 演員   | 角色   | 介紹 |
| 厉嘉琪 | 苏灿灿 | 一个善良天真的女孩，擅長語文，拿過不少作文比賽獎項，但理科成績不好，是高中校歌作詞人。从初中一直暗戀校草林嘉澤，高中畢業時鼓起勇氣給了情書。高中三年和蘭天野成为同桌并碰撞出不一樣的火花，於大學時交往。苏灿灿還是陶雅婷的表妹，初時因父母常拿她們比較而妒忌陶雅婷，但經過一件事後，便成了好姐妹。 |
| 赵弈钦 | 兰天野 | 高冷校霸，還是上课總是睡覺的理科學霸，和灿灿成為同桌后日久生情，和小男生一样愛吃醋，一直默默為灿灿付出，於大學時終於表白并收獲自己的愛情。喜歡搖滾，和室友唐星逸組成樂團。 |
| 李歌洋 | 林嘉泽 | 校草级人物，溫柔学霸，苏灿灿初中開始的暗戀對象，兰天野的死黨。後來被灿灿的天真吸引，喜歡灿灿，但因沒有及時說出口的表白，而錯過了和灿灿在一起的機會。 |
| 许梦圆 | 许美丽 | 蘇灿灿高中同班同學兼閨蜜，永遠是灿灿的軍師和支持者，大學和唐星逸相識相戀。 |
| 董岩磊 | 唐星逸 | 兰天野大學舍友，沉迷遊戲，通過網聊结缘許美麗。 |
| 吴骦伊 | 陶雅婷 | 苏灿灿的表姐，校園女神，学習好会拉大提琴，鐘情於音樂老師。 |

### 其他演员
| 演員   | 角色     | 介紹                                                                                         |
| 魏天浩 | 周霖     | 同學們高中最受敬愛的音樂老師，長得帥有才華还理解学生，组織了廣播站，一直被陶雅婷默默崇拜着。 |
| 鍾意   | 黃珊珊   | 寧遠高中導師                                                                                 |
| 郭東斌 | 物理老師 |                                                                                              |
| 沈沁源 | 面試官   |                                                                                              |
| 趙閃閃 | 宋薇     |                                                                                              |
| 李俊如 | 紀熙     |                                                                                              |
| 李思哿 | 謝欣     | 蘇燦燦的大學室友，考上公務員回老家                                                           |
| 楊翊靈 | 陳瑩     | 蘇燦燦的大學室友，畢業後去寶潔                                                               |
| 譚詠雯 | 溫馨     | 蘇燦燦的大學室友                                                                             |
| 崔歐陽 | 溫蒂     | 在蘭天野的樂隊當鼓手                                                                         |
| 品冠   | 品冠     |                                                                                              |
| 魏哲鳴 | 裴晏     |                                                                                              |

## 電視劇歌曲
| 曲序     | 曲目               | 演唱                 | 作詞                     | 作曲              |
| 1.片頭曲 | 偶爾               | 馨哥哥、張鑫磊、夕西 | Aunnop Chansuta 、王圓坤 | Chatree Kongsuwan |
| 2.片尾曲 | 等等啊我的青春     | 品冠                 | 陳曦                     | 董冬冬            |
| 3.插曲   | 被風吹過的夏天     | 林俊杰&金莎          | 馮欣慧                   | 林俊杰            |
| 4.插曲   | 模范情書           | 老狼                 | 高曉松                   | 高曉松            |
| 5.插曲   | 越單純越幸福       | 王箏                 | 王箏                     | 陳超              |
| 6.插曲   | Find Your Way Home | 張洢豪               | 陳鈺義                   | 陳鈺義            |
| 7.插曲   | 更遠的遠方         | 白靜晨、汪聞婷       | 颜维霆                   | 颜维霆            |
| 8.插曲   | 冒險家             | 李昊瀚               | 麥基                     | 任中強            |
| 9.插曲   | 棉花糖             | 謝慧嫻               | 顏維霆                   | 顏維霆            |
| 10.插曲  | 大好事             | 張洢豪               | 金小K、岑思源            | 岑思源            |
| 11.插曲  | 时光荏苒           | 王圆坤               | 金小K、岑思源            | 岑思源            |
| 12.插曲  | 幸福在這里         | 周子揚               | 楊熙                     | 周子揚            |